# Mimetus
Mimetus là một chi nhện trong họ Mimetidae.